# Мандрия (окръг Лимасол)
Вижте пояснителната страница за други значения на Мандрия.
Мандрѝя (на гръцки: Μαντριά, Мандря̀) е село в Кипър, окръг Лимасол. Според статистическата служба на Република Кипър през 2001 г. селото има 75 жители.
Намира се на 4 km югозападно от Платрес.